# 列克星敦 (北卡罗来纳州)
列克星敦（英語：Lexington）是美国北卡罗来纳州戴维森县的县治所在。根据2000年美国人口普查，共有19953人，其中白人占58.8%、非裔美国人占29.91%、亚裔美国人占2.56%。